# Bravlin
Bravlin (supuesto cirílico: "Бравлин") fue un señor apócrifo de los Rus que supuestamente devastó toda Crimea desde Kerch hasta Sugdaea en los últimos años del siglo VIII pero fue paralizado cuando entró a la iglesia de San Esteban en Sugdaea.
Su campaña crimea es mencionada solo en una fuente, la versión rusa de la Vida de San Esteban de Sugdaea, fechada tentativamente en los siglos XV o XVI. Basilio Vasilievski, quien fue el primero en publicar en manuscrito en el siglo XIX, argumenta que la narración puede provenir de la Alta Edad Media, reflejando un vago recuerdo de algunos conflictos ruso-bizantinos del siglo X.
Dado que San Esteban de Surozh murió en 786 y la invasión de Bravlin se dice que pasó "varios años" luego de su muerte (durante el mandato del sucesor de Esteban, el arzobispo Philaret), esta expedición rus usualmente se data en la década de 790. Entre los historiadores que ven a Bravlin como una figura histórica, Nikolái Belyaev intenta encontrar en su nombre alguna alusión a la batalla de Brávellir (770). De todos modos, el nombre Bravlin no tiene origen eslavo y puede ser atribuido solo a los vikingos, quien en ese momento representaban una gran fuerza en las antiguas tierras eslavas.
Alejandro Vasiliev descarta el acontecimiento de su campaña como una típica leyenda piadosa, interesante solo en lo literario y no en lo histórico. Constantine Zuckerman arroja más dudas acerca de la historicidad de Bravlin y su incursión contra Crimea.